# Хохловка (Калужская область)
Хохло́вка — деревня в Перемышльском районе Калужской области, в составе муниципального образования Сельское поселение «Село Перемышль».

## География
Расположена на берегу Хохловского озера, по юго-западным границам районного центра — села Перемышль. Рядом с северными окраинами автостанция Перемышль.

## Население
| 2002 | 2010 |
| ---- | ---- |
| 289  | ↗318 |

## История
В атласе Калужского наместничества, изданного в 1782 году, — Хохловка обозначена на карте как деревня Перемышльского уезда.

Деревни Поляна, Хохловка, Жешкова Экономического ведомства, что прежде были Николаевскаго монастыря с выделенной церковной землею в двух местах к прежде бывшему Девичью монастырю, […] озера Резванскаго по левых сторонах..— Описания и алфавиты к Калужскому атласу
В 1858 году деревня (каз.) Хахловка 1-го стана Перемышльского уезда, при озере Рѣзвянскомъ, 52 дворах и 396 жителях — по левую сторону почтового Киевского тракта.
К 1914 году Хохловка — деревня, (административный) центр Полянской волости Перемышльского уезда Калужской губернии. В 1913 году население 573 человека.
В годы Великой Отечественной войны деревня была оккупирована войсками Нацистской Германии с 9 октября по 24 декабря 1941 года. Освобождена в ходе Калужской наступательной операции частями 217-й стрелковой дивизии 50-й армии генерал-лейтенанта И. В. Болдина.
9 октября 1941 года при обороне Перемышля отличился экипаж бронемашины БА-20, состоявший из ст. сержанта Кротова, механика-водителя Булыгина и военфельдшера Станиславы Скрупской. В течение часа красноармейцы вели неравный бой с превосходящими силами противника, прикрывая отход наших частей пулемётным огнём на подступах к Хохловке. Израсходовав боезапас и получив тяжёлые ранения, члены экипажа на предложение сдаться — предпочли плену «последний патрон».